# 柴田剛
柴田 剛（しばた ごう、1975年5月8日 - ）は、日本の映画監督。神奈川県横浜市出身。

## 来歴
ボアダムスがいるという理由で、関西へ移住。大阪芸術大学芸術学部映像学科卒業。同期には山下敦弘、寺内康太郎、呉美保らがいる。
99年、処女長編『NN-891102』（大阪芸大卒業制作／16ミリ／カラー）を監督。2000年、ロッテルダム映画祭（オランダ）、Sonar2000（スペイン）他各国の映画祭等に出品後、国内でも劇場公開を果たす。2002年パンクライブドキュメント『ALL CRUSTIES SPENDING LOUD NIGHT NOISE 2002』を制作。
2004年、『おそいひと』（製作・配給：シマフィルム／digital→35ミリ／B&W）完成。第5回東京フィルメックス・コンペティション部門出品を皮切りに、各国映画祭（15カ国以上）に出品（2005年ハワイ国際映画祭にてDream Digital Awardを受賞）。
2008年、『青空ポンチ』（製作・配給：月眠／digital／カラー）監督。「バミューダ★バガボンドDVD」監督。
2009年、京都で長編映画第４作『堀川中立売』（製作・配給：シマフィルム／2010年公開）を完成。第10回東京フィルメックス コンペティション部門に出品された。『おそいひと』『堀川中立売』製作・配給のシマフィルムが京都に構えたシマフィルム京都オフィスに所属。

## 映画

### 監督
- NN-891102（2001年）
- おそいひと（2007年、監督）　第５回東京フィルメックス コンペティション部門出品
- 青空ポンチ（2008年、監督）　ゆうばり国際ファンタスティック映画祭 2008 フォーラムシアター部門出品
- 堀川中立売（2009年、監督）　第10回東京フィルメックス コンペティション部門出品　第50回日本映画監督協会新人賞最終候補
- ギ・あいうえおス -ずばぬけたかえうた-（2010年、監督）　愛知芸術文化センター オリジナル映像作品

### 出演
- どんてん生活（1999年）
- 悲しくなるほど不実な夜空に（2001年）

## テレビ
- まほろ駅前番外地（2013年、テレビ東京）　－オープニング映像演出

## PV
- ALL CRUSTIES SPENDING LOUD NIGHT NOISE 2002（2002年、監督）
- バミューダ★バガボンドDVD（2008年、監督）
- あらかじめ決められた恋人たちへ／BACK（2011年、監督）
- あらかじめ決められた恋人たちへ／翌日（2012年、監督）
- フラワーカンパニーズ／ビューティフル・ドリーマー（2013年、監督）